# Bethlehem-Kirche (Kiel-Friedrichsort)

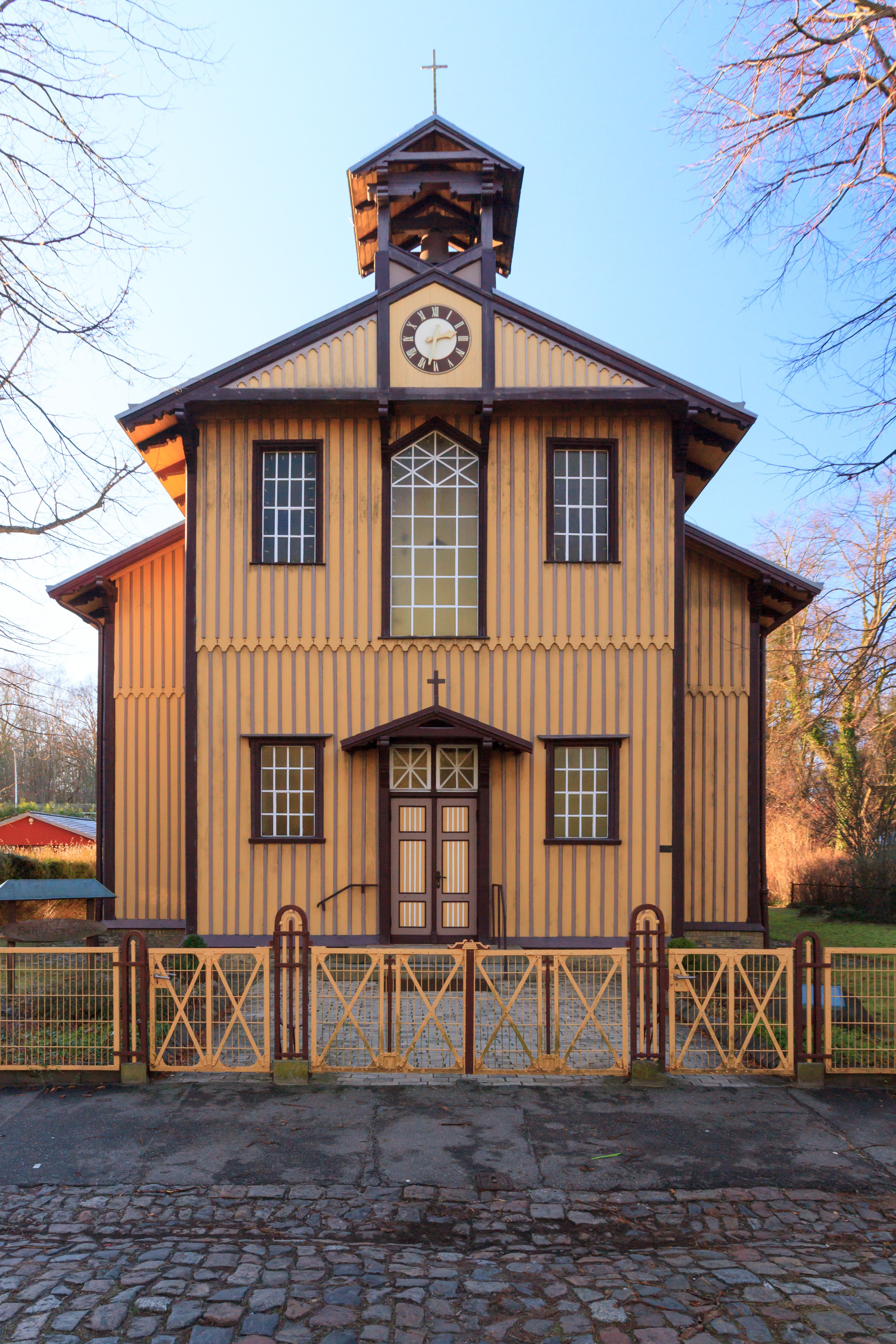
Bethlehem-Kirche

Die Bethlehem-Kirche ist eine evangelisch-lutherische Kirche in Kiel-Friedrichsort.

## Geschichte
Die Kirche wurde 1875 als preußische Garnisonkirche erbaut, weil die 1663 errichtete Kapelle im Kommandantenhaus in der dänischen Festung Friedrichsort baufällig war. Der Volksmund nannte den holzverschalten Fachwerkbau bald „Holzkirche“ oder auch „Gebetsschuppen“. Bis 1945 war sie Garnisonkirche der Marine und diente evangelischen wie katholischen Christen bis 1953 gemeinsam als Gotteshaus. Sie ist ungewöhnlicherweise nicht geostet, sondern der Altar befindet sich an der Westseite.
Die kleine Glocke im Dachreiter wurde 1875 vom Bochumer Verein für Gussstahlfabrikationen gegossen. Sie erklingt im Schlagton d", wiegt ca. 185 kg und hat einen Durchmesser von 68 cm.
Seit 1947 nutzt die neugegründete Evangelisch-Lutherische Kirchengemeinde Friedrichsort die Kirche, die jedoch bis 1999 Eigentum des Bundes blieb. Die Kirche ist der einzig erhaltene Holzsakralbau der Zeit nach 1870 in Schleswig-Holstein und steht seit 1988 unter Denkmalschutz. 1987 erhielt die Kirche auf Grund des Einweihungsdatums – Weihnachten 1875 – den Namen „Bethlehem-Kirche“.

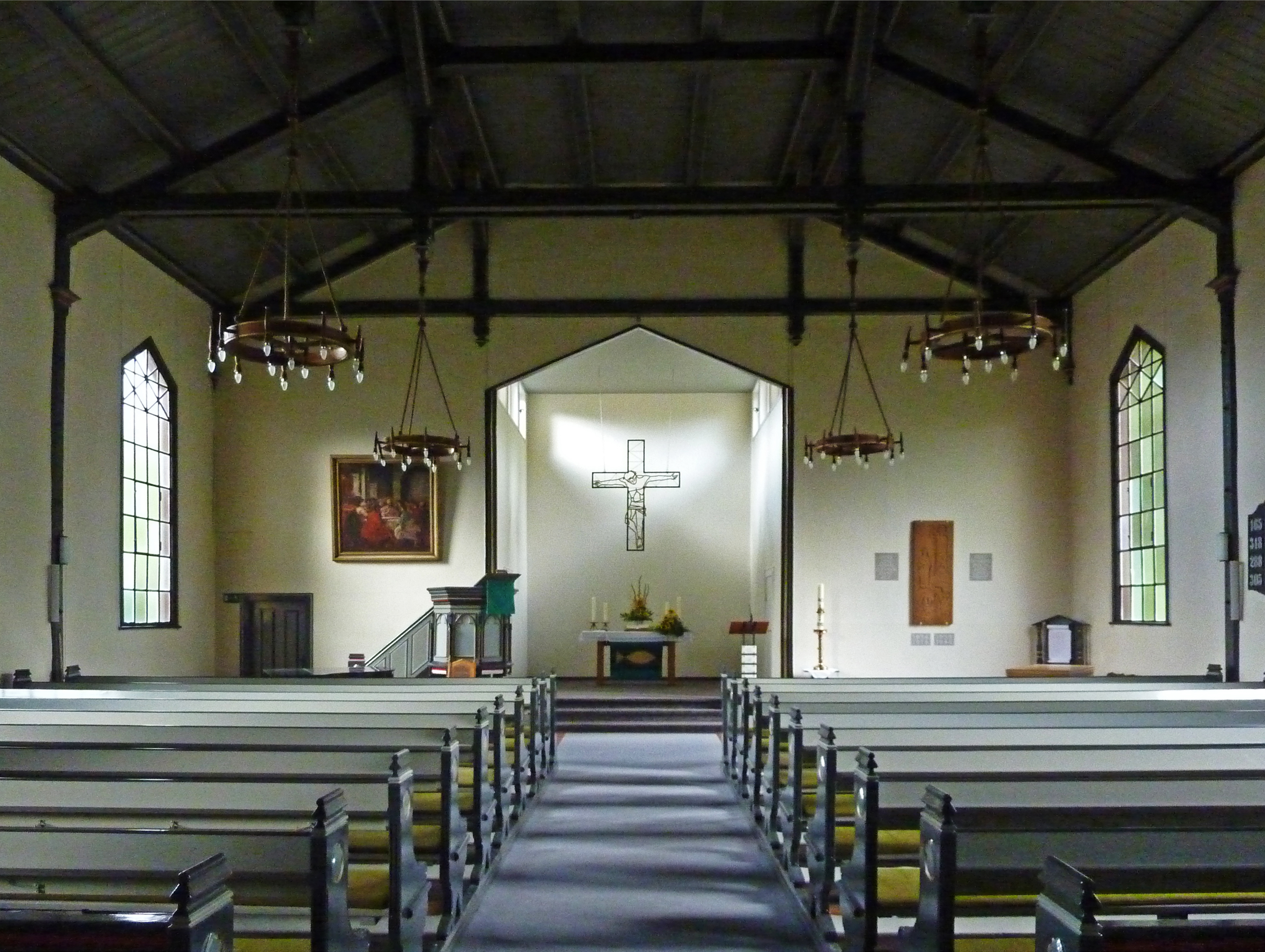
Blick zum Altar

Eingerichtet wurde die Kirche mit der Kirchenausstattung der alten Festungskapelle. Der Altarraum wurde mehrmals umgestaltet, zuletzt 1963–67.
1999 erwarb die „Interessengemeinschaft Bethlehem-Kirche e.V.“ das Gebäude. Der gemeinnützige Verein gewährleistet die Nutzung für Gottesdienste und kulturelle Veranstaltungen.

## Gemeinde
Ein eigenes Pfarramt für die Marinegarnison in Friedrichsort gab es unter dänischer Herrschaft von 1664 bis 1855 und in deutscher Zeit von 1878 bis 1885 und 1891 bis 1920. In der Zeit der Garnison gehörten nur die evangelischen Soldaten zur Gemeinde, während die zivilen Bewohner von Friedrichsort zu  zur Kirchengemeinde Dänischenhagen gehörten und den Gottesdienst nur als Gäste besuchten. Erst 1907 wurde ein Zivilgemeinde gegründet, die 1936 aufgehoben wurde. Die 1947 neugegründete Evangelisch-Lutherische Kirchengemeinde Friedrichsort wurde 1995 mit der 1911 aus Dänischenhagen ausgegliederten Kirchengemeinde Kiel-Pries vereinigt.

## Trivia
Eine Darstellung der Bethlehem-Kirche wurde als Motiv auf den Kieler Weihnachtsbechern 2008 und 2009 verwendet.
Für den 2022 ausgestrahlten Tatort: Borowski und der Schatten des Mondes wurden einige Szenen in der Bethlehemkirche gedreht.